# Sauve qui peut, voilà le chat !
 (octobre 2024).
Pour plus de détails, voir Fiche technique et Distribution.
Sauve qui peut, voilà le chat ! (Cheese It, the Cat! en anglais) est un cartoon américain Looney Tunes de 1957 réalisé par Robert McKimson. 